# 小行星3898
小行星3898（3898 Curlewis）是一颗绕太阳运转的小行星，为主小行星带小行星。该小行星于1981年9月26日发现。

## 轨道参数
小行星3898的轨道半长轴为3.1153675 UA，离心率为0.162。